# Skyfall (single)
Skyfall is een single van de Engelse zangeres Adele uit 2012. Het nummer is de titelsong van de 23ste James Bondfilm Skyfall die in oktober 2012 in première ging.
Het lied werd op 5 oktober 2012 om 0:07 uur (Britse tijd) uitgebracht. Op die dag was het vijftig jaar geleden dat de eerste James Bondfilm Dr. No werd uitgebracht. En de tijd gaf de codenaam 007 aan van James Bond. Epworth deelde later mee dat het nummer binnen tien minuten was opgenomen, maar trok die bewering een week later weer terug.
Het nummer begint met de akkoorden waarmee elke James Bondfilm begint. Ook zijn de dreigende stijgende tonen te horen uit andere muziek in Bondfilms.
Skyfall was in Nederland tot dan toe de meest succesvolle James Bondtitelsong ooit. In 1981 bereikte Sheena Easton met For your eyes only twee weken de hoogste positie in de Nederlandse Top 40, Skyfall heeft er zes weken gestaan.
De officiële videoclip is tevens trailer voor de film.

## Hitnoteringen
| Hitlijst               | Datum van binnenkomst | Hoogste positie | Aantal weken | Laatste notering |
| ---------------------- | --------------------- | --------------- | ------------ | ---------------- |
| Single Top 100         | 13-10-2012            | 1               | 29           | 27-04-2013       |
| Nederlandse Top 40     | 13-10-2012            | 1               | 20           | 02-03-2013       |
| Vlaamse Ultratop 50    | 13-10-2012            | 1               | 28           | 20-04-2013       |
| Vlaamse Radio 2 Top 30 | 13-10-2012            | 1               | 22           | 09-03-2013       |
| Waalse Ultratop 50     | 13-10-2012            | 1               | 29           | 11-05-2013       |
| Deense Top 40          | 13-10-2012            | 2               | 22           | 22-03-2013       |
| Duitse Top 100         | 20-10-2012            | 1               | 22           | 23-03-2013       |
| Franse Top 200         | 06-10-2012            | 1               | 31           | *                |
| Oostenrijkse Top 75    | 19-10-2012            | 2               | 26           | 19-04-2013       |
| Spaanse Top 50         | 06-10-2012            | 4               | 22           | 24-03-2013       |
| UK Singles Chart       | 13-10-2012            | 2               | 31           | 11-05-2013       |
| Billboard Hot 100      | 20-10-2012            | 8               | 18           | 16-03-2013       |
| Zwitserse Top 75       | 20-10-2012            | 1               | 29           | *                |

| Hitnotering: 13-10-2012 t/m 02-03-2013 | Hitnotering: 13-10-2012 t/m 02-03-2013 | Hitnotering: 13-10-2012 t/m 02-03-2013 | Hitnotering: 13-10-2012 t/m 02-03-2013 | Hitnotering: 13-10-2012 t/m 02-03-2013 | Hitnotering: 13-10-2012 t/m 02-03-2013 | Hitnotering: 13-10-2012 t/m 02-03-2013 | Hitnotering: 13-10-2012 t/m 02-03-2013 | Hitnotering: 13-10-2012 t/m 02-03-2013 | Hitnotering: 13-10-2012 t/m 02-03-2013 | Hitnotering: 13-10-2012 t/m 02-03-2013 | Hitnotering: 13-10-2012 t/m 02-03-2013 | Hitnotering: 13-10-2012 t/m 02-03-2013 | Hitnotering: 13-10-2012 t/m 02-03-2013 | Hitnotering: 13-10-2012 t/m 02-03-2013 | Hitnotering: 13-10-2012 t/m 02-03-2013 | Hitnotering: 13-10-2012 t/m 02-03-2013 | Hitnotering: 13-10-2012 t/m 02-03-2013 | Hitnotering: 13-10-2012 t/m 02-03-2013 | Hitnotering: 13-10-2012 t/m 02-03-2013 | Hitnotering: 13-10-2012 t/m 02-03-2013 | Hitnotering: 13-10-2012 t/m 02-03-2013 |
| Week:                                  | 1                                      | 2                                      | 3                                      | 4                                      | 5                                      | 6                                      | 7                                      | 8                                      | 9                                      | 10                                     | 11                                     | 12                                     | 13                                     | 14                                     | 15                                     | 16                                     | 17                                     | 18                                     | 19                                     | 20                                     |                                        |
| -------------------------------------- | -------------------------------------- | -------------------------------------- | -------------------------------------- | -------------------------------------- | -------------------------------------- | -------------------------------------- | -------------------------------------- | -------------------------------------- | -------------------------------------- | -------------------------------------- | -------------------------------------- | -------------------------------------- | -------------------------------------- | -------------------------------------- | -------------------------------------- | -------------------------------------- | -------------------------------------- | -------------------------------------- | -------------------------------------- | -------------------------------------- | -------------------------------------- |
| Positie:                               | 19                                     | 1                                      | 1                                      | 1                                      | 1                                      | 1                                      | 1                                      | 3                                      | 2                                      | 2                                      | 4                                      | 6                                      | 7                                      | 7                                      | 13                                     | 15                                     | 17                                     | 23                                     | 25                                     | 38                                     | uit                                    |

| Hitnotering: 13-10-2012 t/m 27-04-2013 | Hitnotering: 13-10-2012 t/m 27-04-2013 | Hitnotering: 13-10-2012 t/m 27-04-2013 | Hitnotering: 13-10-2012 t/m 27-04-2013 | Hitnotering: 13-10-2012 t/m 27-04-2013 | Hitnotering: 13-10-2012 t/m 27-04-2013 | Hitnotering: 13-10-2012 t/m 27-04-2013 | Hitnotering: 13-10-2012 t/m 27-04-2013 | Hitnotering: 13-10-2012 t/m 27-04-2013 | Hitnotering: 13-10-2012 t/m 27-04-2013 | Hitnotering: 13-10-2012 t/m 27-04-2013 | Hitnotering: 13-10-2012 t/m 27-04-2013 | Hitnotering: 13-10-2012 t/m 27-04-2013 | Hitnotering: 13-10-2012 t/m 27-04-2013 | Hitnotering: 13-10-2012 t/m 27-04-2013 | Hitnotering: 13-10-2012 t/m 27-04-2013 |
| Week:                                  | 1                                      | 2                                      | 3                                      | 4                                      | 5                                      | 6                                      | 7                                      | 8                                      | 9                                      | 10                                     | 11                                     | 12                                     | 13                                     | 14                                     | 15                                     |
| -------------------------------------- | -------------------------------------- | -------------------------------------- | -------------------------------------- | -------------------------------------- | -------------------------------------- | -------------------------------------- | -------------------------------------- | -------------------------------------- | -------------------------------------- | -------------------------------------- | -------------------------------------- | -------------------------------------- | -------------------------------------- | -------------------------------------- | -------------------------------------- |
| Positie:                               | 1                                      | 1                                      | 3                                      | 1                                      | 2                                      | 2                                      | 5                                      | 4                                      | 3                                      | 8                                      | 12                                     | 11                                     | 8                                      | 11                                     | 14                                     |
| Week:                                  | 16                                     | 17                                     | 18                                     | 19                                     | 20                                     | 21                                     | 22                                     | 23                                     | 24                                     | 25                                     | 26                                     | 27                                     | 28                                     | 29                                     |                                        |
| Positie:                               | 15                                     | 14                                     | 21                                     | 26                                     | 41                                     | 28                                     | 28                                     | 31                                     | 37                                     | 46                                     | 47                                     | 61                                     | 65                                     | 81                                     | uit                                    |

| Positie: | 3  | 2  | 2  | 1  | 1  | 1  | 1  | 3  | 4  | 6  | 8  | 7  | 6  | 5   | 8 |
| Week:    | 16 | 17 | 18 | 19 | 20 | 21 | 22 | 23 | 24 | 25 | 26 | 27 | 28 |     |   |
| Positie: | 8  | 18 | 20 | 19 | 27 | 31 | 22 | 36 | 35 | 31 | 34 | 36 | 47 | uit |   |

| Hitnotering: 13-10-2012 t/m 09-03-2013 | Hitnotering: 13-10-2012 t/m 09-03-2013 | Hitnotering: 13-10-2012 t/m 09-03-2013 | Hitnotering: 13-10-2012 t/m 09-03-2013 | Hitnotering: 13-10-2012 t/m 09-03-2013 | Hitnotering: 13-10-2012 t/m 09-03-2013 | Hitnotering: 13-10-2012 t/m 09-03-2013 | Hitnotering: 13-10-2012 t/m 09-03-2013 | Hitnotering: 13-10-2012 t/m 09-03-2013 | Hitnotering: 13-10-2012 t/m 09-03-2013 | Hitnotering: 13-10-2012 t/m 09-03-2013 | Hitnotering: 13-10-2012 t/m 09-03-2013 | Hitnotering: 13-10-2012 t/m 09-03-2013 | Hitnotering: 13-10-2012 t/m 09-03-2013 | Hitnotering: 13-10-2012 t/m 09-03-2013 | Hitnotering: 13-10-2012 t/m 09-03-2013 | Hitnotering: 13-10-2012 t/m 09-03-2013 | Hitnotering: 13-10-2012 t/m 09-03-2013 | Hitnotering: 13-10-2012 t/m 09-03-2013 | Hitnotering: 13-10-2012 t/m 09-03-2013 | Hitnotering: 13-10-2012 t/m 09-03-2013 | Hitnotering: 13-10-2012 t/m 09-03-2013 | Hitnotering: 13-10-2012 t/m 09-03-2013 | Hitnotering: 13-10-2012 t/m 09-03-2013 |
| Week:                                  | 1                                      | 2                                      | 3                                      | 4                                      | 5                                      | 6                                      | 7                                      | 8                                      | 9                                      | 10                                     | 11                                     | 12                                     | 13                                     | 14                                     | 15                                     | 16                                     | 17                                     | 18                                     | 19                                     | 20                                     | 21                                     | 22                                     |                                        |
| -------------------------------------- | -------------------------------------- | -------------------------------------- | -------------------------------------- | -------------------------------------- | -------------------------------------- | -------------------------------------- | -------------------------------------- | -------------------------------------- | -------------------------------------- | -------------------------------------- | -------------------------------------- | -------------------------------------- | -------------------------------------- | -------------------------------------- | -------------------------------------- | -------------------------------------- | -------------------------------------- | -------------------------------------- | -------------------------------------- | -------------------------------------- | -------------------------------------- | -------------------------------------- | -------------------------------------- |
| Positie:                               | 16                                     | 3                                      | 1                                      | 1                                      | 1                                      | 1                                      | 1                                      | 1                                      | 2                                      | 3                                      | 4                                      | 4                                      | 3                                      | 2                                      | 4                                      | 6                                      | 8                                      | 10                                     | 15                                     | 19                                     | 23                                     | 26                                     | uit                                    |

### Evergreen Top 1000
| Evergreen Top 1000 "Skyfall" | Evergreen Top 1000 "Skyfall" | Evergreen Top 1000 "Skyfall" | Evergreen Top 1000 "Skyfall" | Evergreen Top 1000 "Skyfall" | Evergreen Top 1000 "Skyfall" | Evergreen Top 1000 "Skyfall" | Evergreen Top 1000 "Skyfall" | Evergreen Top 1000 "Skyfall" | Evergreen Top 1000 "Skyfall" | Evergreen Top 1000 "Skyfall" | Evergreen Top 1000 "Skyfall" |
| Jaar                         | 2008                         | 2009                         | 2010                         | 2011                         | 2012                         | 2013                         | 2014                         | 2015                         | 2016                         | 2017                         | 2018                         |
| ---------------------------- | ---------------------------- | ---------------------------- | ---------------------------- | ---------------------------- | ---------------------------- | ---------------------------- | ---------------------------- | ---------------------------- | ---------------------------- | ---------------------------- | ---------------------------- |
| Positie                      | -                            | -                            | -                            | -                            | -                            | -                            | -                            | -                            | -                            | 418                          | 425                          |

### NPO Radio 2 Top 2000
| Nummer met noteringen in de NPO Radio 2 Top 2000 | '12 | '13 | '14 | '15 | '16 | '17 | '18 | '19 | '20 | '21 | '22 | '23 | '24 |
| ------------------------------------------------ | --- | --- | --- | --- | --- | --- | --- | --- | --- | --- | --- | --- | --- |
| Skyfall                                          | 112 | 61  | 93  | 36  | 117 | 164 | 184 | 244 | 230 | 164 | 310 | 294 | 236 |

1. ↑  Een vetgedrukt getal geeft de hoogste notering aan.
2. ↑  2012 was het eerste jaar met een notering voor dit nummer.

## Barbara Straathof
In de derde liveshow van het derde seizoen van The voice of Holland zong Barbara Straathof op 23 november 2012 haar versie van het nummer Skyfall. Het nummer was na de uitzending gelijk verkrijgbaar als muziekdownload en kwam een week later op nummer 17 binnen in de Nederlandse Single Top 100.

### Hitnoteringen
| Hitlijst           | Datum van binnenkomst | Hoogste positie | Aantal weken | Laatste notering |
| ------------------ | --------------------- | --------------- | ------------ | ---------------- |
| Single Top 100     | 01-12-2012            | 17              | 4            | 22-12-2012       |
| Nederlandse Top 40 | 01-12-2012            | tip 11          | 2            | 08-12-2012       |

| Positie: | 17 | 55 | 86 | 98 | uit |